# Mammillaria heidiae
Mammillaria heidiae là một loài thực vật có hoa trong họ Cactaceae. Loài này được Krainz mô tả khoa học đầu tiên năm 1975.